# Skråbjörköfjärden
Skråbjörköfjärden är en fjärd i Åland (Finland). Den ligger i den västra delen av landskapet, 26 km norr om huvudstaden Mariehamn.
I omgivningarna runt Skråbjörköfjärden växer i huvudsak blandskog. Runt Skråbjörköfjärden är det glesbefolkat, med 11 invånare per kvadratkilometer.